# Fredric Brown
Fredric Brown (ur. 29 października 1906 w Cincinnati, zm. 11 marca 1972 w Tucson) – amerykański pisarz science fiction. Jeden z pionierów gatunku, najbardziej znany z krótkich, humorystycznych utworów. Dziennikarz z wykształcenia, tworzył także powieści kryminalne.
Jedno z jego opowiadań, Arena, stało się podstawą scenariusza odcinka serialu Star Trek. 
Brown został uhonorowany przez Roberta Heinleina, jako jeden z trzech adresatów dedykacji jego słynnej powieści Obcy w obcym kraju.

## Wybrana twórczość
- Arena (1944)
- The Fabulous Clipjoint (1947)
- Ten zwariowany wszechświat (What Mad Universe 1949, wyd. polskie Beta Books, 1991)
- Space on My Hands (1953), ISBN 0-89968-332-0 (zbiór)
- The Lights in the Sky Are Stars (1953)
- Angels & Spaceships (1954) (zbiór)
- Precz z Marsjanami (Martians, Go Home 1955, wyd. polskie Beta Books 1991, na podstawie książki nakręcono w 1990 film Marsjanie do domu)
- Rogue in Space (1957)
- Intruz (The Mind Thing 1961, wyd. polskie Amber 1993)

Opowiadania Browna zostały wydane w przekładzie na język polski m.in. w antologii Kroki w nieznane, t. 1: Mąż opatrznościowy, Ostatni Marsjanin, Przedstawienie kukiełkowe, t. 2: Gabinet luster, Pierwsza maszyna czasu, Turniej .